# Ніжка (мікологія)

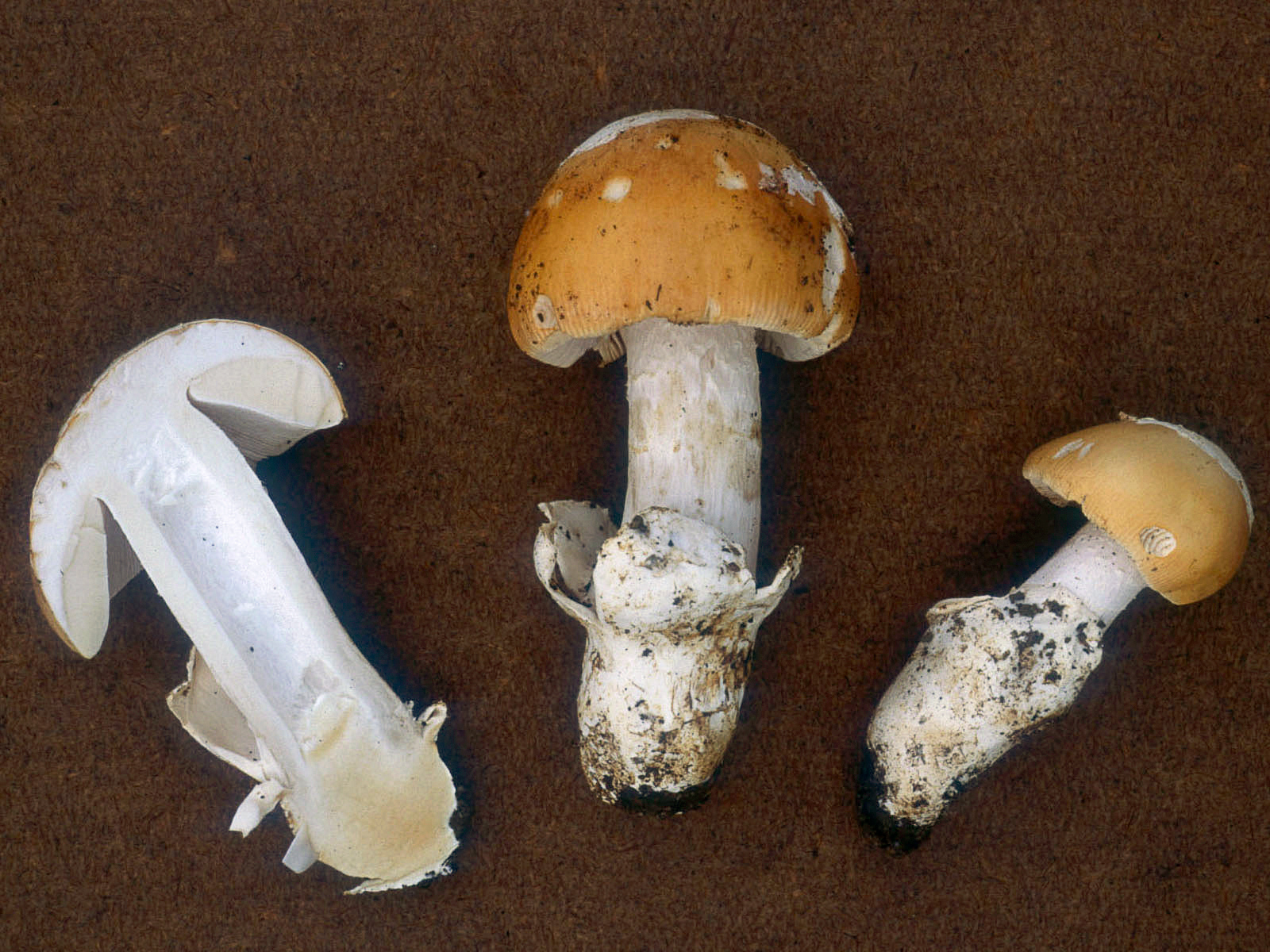
Amanita velosa

Ні́жка (лат. stipa) — частина плодового тіла шляпконіжкового гриба.
Гриби, що ростуть на деревині, можуть утворювати сидячі плодові тіла без ніжки або з короткою бічний ніжкою.
Нижня частина ніжки закріплюється в субстраті. Тип субстрату залежить від екологічних особливостей даного виду гриба і може служити визначальним ознакою. Зазвичай розрізняють три основних типи субстрату:
- Ґрунт
- Лісовий опад (підстилка)
- Деревина

Ґрунтові гриби часто утворюють мікоризу з певними видами дерев, а іноді і трав'янистих рослин, або є ґрунтовими сапрофітами. На опаді і мертвій деревині також ростуть сапрофітні гриби, види, що ростуть на живих деревах, є паразитами. Деякі види зустрічаються на унікальних субстратах. Видовою ознакою може бути наявність товстого міцеліального тяжа (ризомо́рфа) в основі ніжки або більш тонких, але добре помітних сплетінь гіф.

## Загальні ознаки ніжки
- Положення щодо шапинки. Визначає загальну форму шапинкових грибів — центральне, ексцентричне або бічне плодове тіло.
- Зв'язок ніжки з шляпкою. Чітка межа між цими частинами може бути відсутнім, ніжка плавно переходить в капелюшок — наприклад, у родин лисичкові (лат. Cantharellaceae), свинухові, або паксилові (лат. Paxillaceae), у багатьох хрящів-молочників (лат. Lactarius). Інший варіант — зі слабким зв'язком, ніжка легко виламується по межі, така ознака характерний, наприклад, для родини мухоморові (лат. Amanitaceae), багатьох представників печерицеві, або агарикові (лат. Agaricaceae), болетових (лат. Boletaceae).
- М'якуш ніжки часто відрізняється від м'якуша шляпки за консистенцією, може мати волокнисту структуру, добре помітну, якщо розщепити ніжку уздовж.

## Ознаки форми і будови ніжки
- За формою ніжки можуть бути циліндричні, з розширеннями або звуженнями у верхній частині або, навпаки, біля основи.
- На розрізі ніжка може бути суцільною, з осьовим порожниною (наприклад, у багатьох мухоморів), з відокремленими порожнинами (характерно для роду Gyroporus) або з пухкою серцевиною (деякі сироїжкові). Часто порожнини відсутні у молодих плодових тіл, з'являються на пізніших стадіях дозрівання. У порожнині ніжки може міститися пухка, іноді ватоподібна маса, в такому випадку ніжку називають виповненною.
- У основі ніжки може бути потовщення характерної форми — клубневидне (округле), булавоподібне (з різким звуженням внизу) або усічене.

## Ознаки поверхні
Ознаками можуть служити характерні малюнки або фактура поверхні. Розрізняють такі варіанти (у дужках — приклади видів грибів):
- Гладка, суха (сироїжки) або слизова (Гігрофор строкатий)
- Оксамитова (гриб зимовий)
- Муаровий малюнок — чергування неправильних світлих і темніших зон (бліда поганка)
- Сітчаста фактура та/або малюнок (білий гриб, гірчак)
- Луската (підосиковик, підберезовик)
- Борозниста.

Ознаки ніжки, як і інших частин плодового тіла, можуть бути схильні до індивідуальної
мінливості, тому при визначенні гриба слід враховувати їх у кількох екземплярів.